# Кош (архитектура)
Кош (узб. Qoʻsh) — архитектурный ансамбль. Градостроительный приём в средневековой среднеазиатской архитектуре; два сооружения расположенные на одной оси с обращёнными друг к другу главными фасадами.
Среди ансамблей кош неизвестно ни одного приёма единовременной постройки. Разрыв во времени составляет десятки, а иногда сотни лет

## История
В. Л. Воронина в структуре жилой застройки древнего Пенджикента видела прообраз средневекового традиционного сочетания кош. С. Г. Хмельницкий полагал старейшего образца композиционного приёма кош в бухарском Регистане, где при Саманидах был построен дворец с порталом, который аль-Истахри признал величественнейшим в странах ислама. Портал был обращен ко входу в арк. В плане южнотуркменского городища Хурмузфарра, снятой М. Е. Массоном, отмечены два караван-сарая домонгольского времени, стоящие лицом к лицу по системе кош, но разделенные, видимо, городской стеной. Из-за многочисленных отрицательных последствий монгольского завоевания Средней Азии до нас не дошли не только гипотетические архитектурные ансамбли городов XI—XII веков, но и принципы, на которых они могли бы создаваться. Даже очень популярный позже прием кош в это время еще пока не встречен.
Приём кош становится очень популярным в Средней Азии с XIV века. В эпоху Тимура ансамбль кош составляли громадные мечеть и медресе Биби-ханым.
Исследования узбекских учёных показали, что гиждуванское медресе Улугбека составляло кош с усыпальницей видного представителя и одного из основателей движения ходжагон религиозного течения-суфизм Ходжи Абдулхалика Гиждувани.
В XVI веке ансамбль кош в Бухаре составили медресе Мири Араб и мечеть Калян, медресе Мадари-хан и Абдулла-хана, а также, поначалу, — Большое и Малое медресе Гозиён. В ансамблевом строительстве Бухары XVI—XVII веков впервые встречается попарное сочетание торговых сооружений — Тим Абдулла-хана с караван-сараем.
Со строительством напротив мавзолея Наджиметдина Кубры в Кёнеурганче мавзолея Султан Али был создан новый ансамбль кош.
- Ансамбль Пои-Калян
- Ансамбль Кош-медресе
- Мавзолеи Наджиметдина Кубры и Султан Али

В XVII веке со строительством напротив самаркандского медресе Улугбека медресе Шердор, напротив бухарского медресе Улугбека медресе Абдулазиз-хана, напротив мечети Валидаи Абдулазиз-хана медресе Джуйбари Калон (расположенный между ними хауз составляли ансамбль Хаузи-Нау) были созданы новые ансамбли кош.
В XIX веке ансамбль кош (кош-медресе) в Хиве составили два крупных учебных заведения: медресе Кутлуг-Мурад-инака и Аллакули-хана.
- Регистан